# 岡崎剛之
岡崎 剛之（おかざき たけゆき、1968年 - ）は、CBCテレビのプロデューサー。現在では同局が手掛けるテレビアニメや特撮作品を主に手掛けることで知られる。

## 来歴・人物
- 岐阜県出身。1990年に中部日本放送入社。大の中日ドラゴンズファンで、ドラゴンズの番組に関わりたいために入社したという[1]。
- 当初はスポーツ部に配属、『サンデードラゴンズ』『グランパスTV』の応援番組の他、プロ野球中継、Jリーグ中継にも直接関わる。1999年のドラゴンズのセ・リーグ優勝、名古屋グランパスエイトの天皇杯優勝の時にはそれぞれの応援番組のプロデューサーを務めていた[1]。
- その後ソフトライツ部へ異動。ここでも引き続きドラゴンズと関わる仕事を手掛け、星野仙一の中日監督としての11年間をまとめたビデオ『HARD PLAY HARD』を制作。ここでは岡崎が直接インタビュアーとなって星野と話を交わしたりもしていた。この他、水木一郎が歌っていた当時の『燃えよドラゴンズ!』のCD制作にも携わる[1]。
- 2003年6月に東京支社に異動。同年10月からスタートした『美少女戦士セーラームーン（実写版）』で、東京支社制作番組での初のプロデューサーを務める[1]。
- 子供の頃に夢中になった実写特撮番組は『超人バロム・1』だったと言う[1]。
- 『ウルトラマンメビウス』シリーズ途中から企画職を加藤直次から引き継いでいる（プロデューサー職は岩佐芳弘に引き継いでいる）。
- 近年はTBS主導で製作された映画作品の製作委員会にCBCを代表して名を連ねることが多い

## 参加作品

### テレビアニメ
※○はTBS・毎日放送（MBS）との共同制作

※●はRKB毎日放送ほかJNN基幹局ほか主要系列局との共同制作
- 星のカービィ（プロデューサー）
- ○逮捕しちゃうぞ Second Season（製作）
- ○RAVE（製作）
- ●京極夏彦 巷説百物語（プロデューサー）
- ●砂ぼうず（プロデューサー）
- ウィッチブレイド（プロデューサー）
- 銀河鉄道物語 〜永遠への分岐点〜（プロデューサー）
- ロミオ×ジュリエット（企画）
- のらみみ（企画）

### 特撮
- 美少女戦士セーラームーン（実写版。プロデューサー）
- ウルトラマンネクサス（プロデューサー）
- ウルトラマンマックス（プロデューサー）
- ウルトラマンメビウス（プロデューサー、企画（23話～））
- ULTRASEVEN X（企画）

### ドラマ
- キッズ・ウォーシリーズ

## 関連人物
下記の2名とは、TBS・MBSとの共同制作作品で関わっている。
- 源生哲雄（TBSプロデューサー）
- 諸冨洋史（MBSプロデューサー）